# Nick Cave and the Bad Seeds
I Nick Cave and the Bad Seeds sono un gruppo fondato nel 1983 dal cantautore australiano Nick Cave.

## Storia del gruppo
La band nacque nel 1983, su iniziativa del cantante Nick Cave e del polistrumentista Mick Harvey, entrambi già membri della rock band The Birthday Party, scioltasi in quello stesso anno, con lo scopo di supportare la carriera solista, come cantautore, di Cave.
Ai due si aggiunsero il chitarrista Blixa Bargeld, membro della già nota band Einstürzende Neubauten, il chitarrista Hugo Race e il bassista Barry Adamson. Inizialmente la band si esibì col nome The Cavemen, cambiandolo dopo poco in Nick Cave and the Bad Seeds.
Nel 1984, uscì il primo album From Her to Eternity e Race lasciò la band, che si stabilì a Berlino Ovest, dove, nel 1985, realizzò The Firstborn Is Dead. Nel 1986, in seguito all'entrata del batterista Thomas Wydler, Kicking Against the Pricks, album di reinterpretazioni di brani ispiratori di Cave, tra cui All Tomorrow's Parties dei The Velvet Underground e I'm Gonna Kill That Woman di John Lee Hooker.
Seguirono, nel 1986 l'album Your Funeral... My Trial e l'abbandono di Adamson, sostituito dal polistrumentista Roland Wolf e dal chitarrista Kid Congo Powers (già membro di Cramps e The Gun Club). Nel 1987 la band fece una comparsa nel film Il cielo sopra Berlino del regista tedesco Wim Wenders, in cui interpreta The Carny (dall'ultimo album) e From Her to Eternity.
Nel 1989, quindi, uscì Tender Prey, in cui è presente The Mercy Seat, uno dei brani più conosciuti della band, reinterpretato nel 2000 dal cantante statunitense Johnny Cash.
L'anno successivo Cave si trasferì a San Paolo in Brasile per vivere con la fidanzata di allora. Venne così pubblicato The Good Son, seguito dalla defezione di Kid Congo Powers.

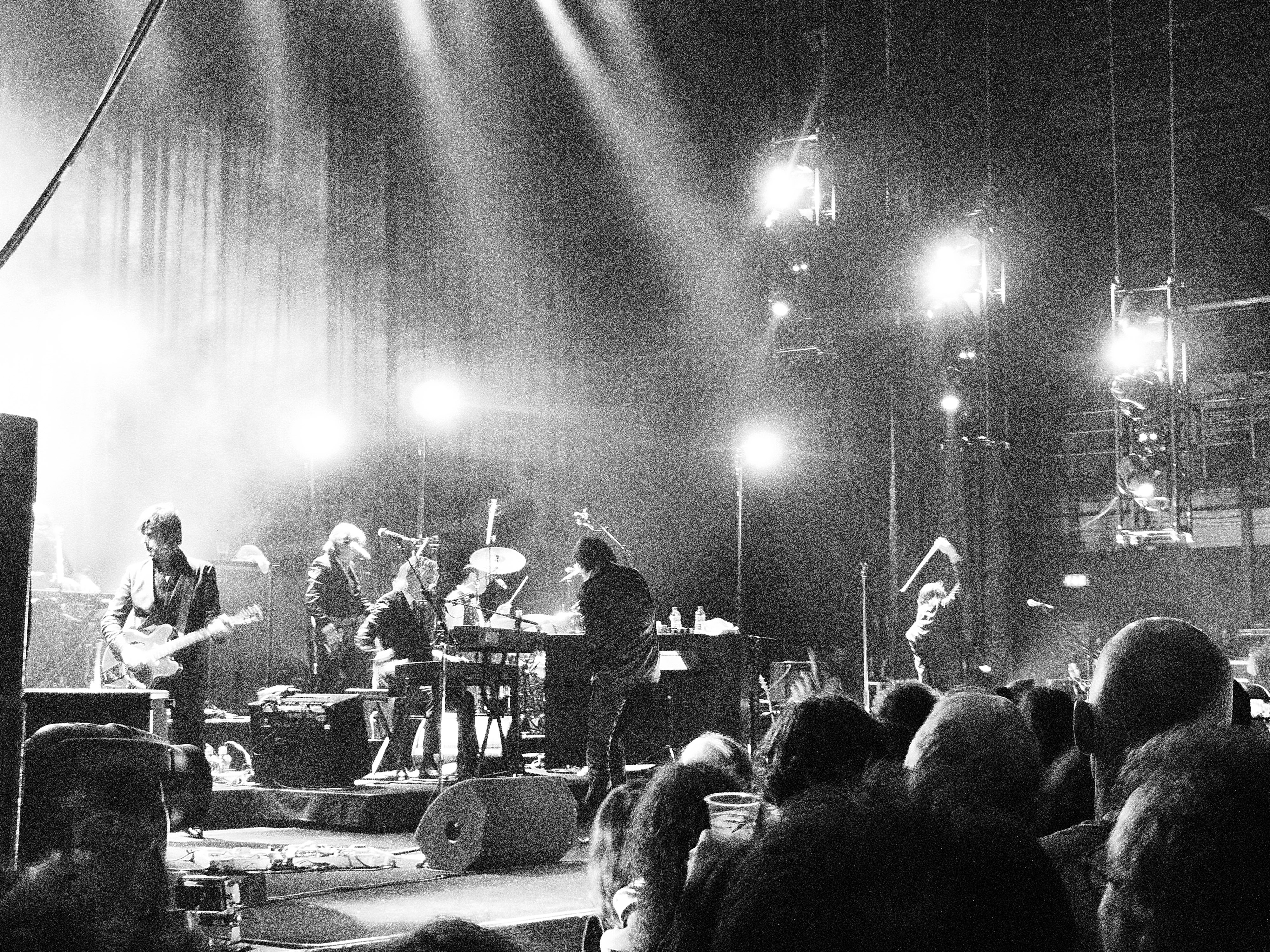
Il gruppo in concerto a Londra nel 2013

Per il successivo Henry's Dream, del 1992, entrarono nella band il bassista Martyn P. Casey e il tastierista Conway Savage. L'anno successivo, uscì l'album dal vivo Live Seeds, quindi, Cave tornò a Londra, per pubblicare, nel 1994, Let Love In. Dopo l'aggiunta del batterista Jim Sclavunos (già membro di Cramps e Sonic Youth), nel 1996, uscì Murder Ballads, discreto successo commerciale della band, grazie soprattutto al singolo in collaborazione con Kylie Minogue Where the Wild Roses Grow.
Il violinista Warren Ellis, già presente come collaboratore in Murder Ballads, entrò nella band per l'uscita, nel 1997, di The Boatman's Call. Nel 2001, uscì No More Shall We Part, quindi, due anni dopo, Nocturama (Mute, 2003). In quello stesso anno, dopo vent'anni di collaborazione, il chitarrista Blixa Bargeld uscì dalla band.
Rimpiazzato Bargeld con James Johnston, nel 2004 uscì il doppio Abattoir Blues/The Lyre of Orpheus, seguito dall'album di inediti B-Sides & Rarities.
Nel 2007, quattro membri della band, Nick Cave, Warren Ellis, Martyn P. Casey e Jim Sclavunos, fondarono i Grinderman con cui pubblicarono due album.
Nel 2008, venne pubblicato, di nuovo dai The Bad Seeds, Dig, Lazarus, Dig!!!, in seguito alla cui uscita, dopo oltre vent'anni di collaborazione, il membro fondatore Mick Harvey abbandonò la band.
Il 19 febbraio 2013 esce Push the Sky Away, il primo album di studio di Nick Cave and the Bad Seeds senza Mick Harvey, pubblicato sotto l'etichetta discografica Bad Seeds Ltd.

## Utilizzo nei film
La canzone O Children è inserita nel film Harry Potter e i Doni della Morte - Parte 1, del 2010, ed è ballata da Harry ed Hermione.
La canzone People Ain't No Good è inserita nella colonna sonora del film d'animazione Shrek 2, del 2004.
La canzone Push the Sky Away è usata come sigla finale dell'episodio 1x11 Take the Ride, Pay the Toll della serie TV The Bridge.
La canzone (I'll Love You) Till the End of the World, presente nell'album Until the End of the World, fa parte della colonna sonora di Fino alla fine del mondo, film di Wim Wenders del 1991.
La canzone Into My Arms è inserita in Questione di tempo, film del 2013 di Richard Curtis.
Nick Cave appare insieme ai Bad Seeds nel film Il Cielo Sopra Berlino, nella scena che lo raffigura in un concerto, cantando From Her to Eternity, canzone estratta dal suo omonimo album.
La canzone Death is not the end è presente nella colonna sonora della serie Fear the Walking Dead, in apertura dell'episodio 3x09 "Minotauro".
Nella serie televisiva di produzione BBC "Peaky Blinders" è presente la celeberrima "Red Right Hand" (da "Let love in" e poi reiterpretata dagli Arctic Monkeys) come sigla, nonché svariate altre canzoni, tra cui la celebre  Bring it on come colonna sonora delle quattro stagioni finora uscite (2017).
Lo stesso brano (versione Mojo Filter Remix) è presente nell’episodio "Ascension" (2x06) della serie X-Files. Il brano é utilizzato anche nella colonna sonora di Scream (1996) di Wes Craven.

## Discografia

### Album in studio
- 1984 – From Her to Eternity
- 1985 – The Firstborn Is Dead
- 1986 – Kicking Against the Pricks
- 1986 – Your Funeral... My Trial
- 1988 – Tender Prey
- 1990 – The Good Son
- 1992 – Henry's Dream
- 1994 – Let Love In
- 1996 – Murder Ballads
- 1997 – The Boatman's Call
- 2001 – No More Shall We Part
- 2003 – Nocturama
- 2004 – Abattoir Blues/The Lyre of Orpheus
- 2008 – Dig, Lazarus, Dig!!!
- 2013 – Push the Sky Away
- 2016 – Skeleton Tree
- 2019 – Ghosteen
- 2024 – Wild God

### Album dal vivo
- 1993 – Live Seeds
- 2007 – The Abattoir Blues Tour
- 2008 – Live at the Royal Albert Hall
- 2013 – Live from KCRW

### Compilation
- 1998 – The Best of Nick Cave and the Bad Seeds
- 2005 – B-Sides & Rarities
- 2017 – Lovely Creatures: The Best of Nick Cave and the Bad Seeds

## Formazione

### Formazione attuale
- Nick Cave - voce, pianoforte, organo, armonica a bocca, percussioni, chitarra (1983–oggi)
- Thomas Wydler - batteria, percussioni (1986–oggi)
- Martyn P. Casey - basso (1991–oggi)
- Warren Ellis - violino, bouzouki, mandolino, fisarmonica, flauto, chitarra tenore, pianoforte (1994–oggi)
- Jim Sclavunos - batteria, percussioni, vibrafono, organo, voce (1996–oggi)
- George Vjestica - chitarra (2012–oggi)

### Ex componenti
- Conway Savage (deceduto) - pianoforte, voce, organo (1991–2018)
- Mick Harvey - chitarra, basso, batteria, organo, percussioni (1983–2009)
- Hugo Race - chitarra (1983–1984)
- Blixa Bargeld - chitarra, voce (1984–2003)
- Barry Adamson - basso, voce, chitarra, organo (1984–1986 e 2013–2015)
- Kid Congo Powers - chitarra (1986–1989)
- Roland Wolf (deceduto) - piano, organo, chitarra (1986–1989)
- James Johnston - organo, chitarra (2003–2008)
- Ed Kuepper - chitarra (2009–2012)
- Anita Lane - cori, paroliere (1984, 1986 e 1996)